# Chernovita-(Y)
La chernovita-(Y) és un mineral de la classe dels fosfats, que pertany al grup de la xenotima. Rep el seu nom en honor del professor Aleksandr Aleksandrovich Chernov (1877–1963), geòleg rus de l'Institut de Geologia de Syktyvar, Rússia, i explorador dels Urals Polars.

## Característiques
La chernovita-(Y) és un fosfat de fórmula química Y(AsO₄). Cristal·litza en el sistema tetragonal. La seva duresa a l'escala de Mohs es troba entre 4 i 5. Forma una sèrie de solució sòlida amb la xenotima-(Y).
Segons la classificació de Nickel-Strunz, la chernovita-(Y) pertany a «08.A - Fosfats, etc. sense anions addicionals, sense H₂O, només amb cations de mida gran» juntament amb els següents minerals: nahpoïta, monetita, weilita, švenekita, archerita, bifosfamita, fosfamita, buchwaldita, schultenita, dreyerita, wakefieldita-(Ce), wakefieldita-(Y), xenotima-(Y), pretulita, xenotima-(Yb), wakefieldita-(La), wakefieldita-(Nd), pucherita, ximengita, gasparita-(Ce), monacita-(Ce), monacita-(La), monacita-(Nd), rooseveltita, cheralita, monacita-(Sm), tetrarooseveltita, chursinita i clinobisvanita.

## Formació i jaciments
Va ser descoberta al riu Nyarta-Syu-Yu, al Mont Tel'pos-Iz, óblast de Tiumén, Rússia. A estat descrita a tots els continents excepte a l'Antàrtida, tot i que els seus jaciments són escassos.